# 人民路 (无锡)
人民路是位于中国江苏省无锡市的一条道路，全长约5.5公里。该路由人民西路、人民路、人民东路三段组成，是沟通无锡市区东西的一条主干道。

## 简介
人民路由东、西、中三段组成，其中人民西路起自锡山大桥、终至西门桥，是1960年对锡山大桥至五爱广场的锡惠路、五爱广场至西门桥的西德路拓修而成；过西门桥为人民路，直抵东林广场，为1959-1960年由熙春街、观前街、营桥巷、东西鼓楼等历史街巷拆建连缀而成；至东林广场到广瑞路止为人民东路，原为熙春街一部分及井亭街，为1980年广瑞路立交建成后拓宽并定名的。2012年，为缓解地铁2号线建设带来的上马墩地区交通拥堵，依人民东路继续，延伸至内环高架江海路，是为人民东路延伸段。

## 掌故

### 路
- 观前街：人民中路新生路至崇安寺一段即原无锡观前街所在，因街前有无锡名道观洞虚宫而名。由于香客众多，观前街乃是曩昔无锡城中繁华之处，王兴记、迎宾楼等老字号均是在此开张。1949年后为建设东西干道而拆并入人民路，自此，无锡的观前街消失。[3]

- 西德路：无锡工商业繁华，1949年后，又为苏南行署所在地，交通繁忙日益，故当轴决意在火车站至西门桥抵仓浜一段建设柏油马路，先选在西门桥至五爱广场的西德路段实验性施工。整个工程于1953年5月动工，年底竣工。后因市民反对及工程粗糙，而其他路段未再施工。这也是无锡历史上第一条柏油马路。1959年10月，因应建设东西干道而并入人民路。[4][5]

### 桥
- 西门桥：沟通人民路与人民西路的西门桥是无锡历史上最早的一座桥梁，始建于隋炀帝大业年间，曾得名梁清桥、梁溪桥、跨溪桥、清溪桥等，因地处无锡西城门外，“西门桥”这一俗称便流传至今。旧时京杭大运河环绕无锡城，而在1920年代吴桥建成前，西门桥是从无锡城中至惠山地区的唯一通道，故此地向为交通中枢。1960年，随人民路的铺设而改建，改建后称人民桥，后屡次拓修。2010年，因人民中路的拓宽而一并重建，同时也将“西门桥”这一昔日俗称定为正式桥名。[6]

- 亭子桥：位于无锡东门外人民东路，建于南朝齐，与莲蓉桥、清名桥三座横跨运河的桥梁并称为无锡三大高桥。因人民东路本名熙春街，故该桥初叫熙春桥，是一木桥，至有清一代，为庆贺乾隆六十大寿而改建为石拱桥，上有一凉亭，故称亭子桥。1968年旧桥被拆除重建，2002年再度拓建。[7]

## 逸事
- 在无锡，过去曾有“捞白鱼知雨停”的民间口语，乃是指过去西门桥下水流湍急，梅雨季节时，水势更大，此时渔民会在此捕鱼，若捞到了白鱼，在桥上看热闹的人便笑言：“太湖里白鱼箱冲破了，黄梅雨要停了。”此话每多灵验，于是流传开来。[8]

## 主要交汇道路
人民路自西向东主要交汇道路如次：
| 路段           | 路名                | 可到达                                               |
| -------------- | ------------------- | ---------------------------------------------------- |
| 人民西路       | 古华山路 龙光路     | 惠山古镇、锡惠公园、吟苑公园                         |
| 人民西路       | 锡山大桥 京杭大运河 |                                                      |
| 人民西路       | 五爱路 五爱北路     | 地铁五爱广场站、梦之岛数码城、自来水公司、百脑汇     |
| 人民西路       | 西门桥 古运河       |                                                      |
| 人民路         | 解放西路            | 日晖巷、物产大酒店                                   |
| 人民路         | 健康路              | 新华书店图书中心、恒隆广场、财富大厦、华光大厦       |
| 人民路         | 中山路              | 地铁三阳广场站、无锡大东方百货、三阳百盛、崇安寺     |
| 人民路         | 新生路              | 苏宁广场、银辉中心                                   |
| 人民东路       | 解放东路            | 地铁东林广场站、东林书院                             |
| 人民东路       | 亭子桥 古运河       |                                                      |
| 人民东路       | 东林公铁立交 兴昌路 | 市八院、瑞江花园                                     |
| 人民东路延伸段 | 广瑞路 上马墩路     | 市人力资源市场                                       |
| 人民东路延伸段 | 江海路 快速内环     | 上马墩三村、红星国际、红豆人民路九号、广益装饰名品城 |